# 西川雅人
西川 雅人（にしかわ まさと、1982年6月17日 - ）は、兵庫県姫路市出身の元プロ野球選手（投手）。右投右打。

## 経歴

### プロ入り前
岡山理科大学附属高等学校では軟式野球でプレーし、その後大阪学院大学に入学して硬式野球部に入部すると一気に頭角を現し、2年春に5勝して平古場（新人）賞。最速147km/hのストレートと鋭いフォークボールでチームのエースとなり、プロ球団からも注目される存在となった。関西六大学リーグでの通算成績は8勝18敗、防御率3.78。
大学卒業後の2005年には三菱重工神戸に入社。1年目から投手陣の屋台骨を支え、第76回都市対抗野球大会出場に大きく貢献した。しかし、都市対抗野球1回戦の対JR九州戦では4-1とリードした7回裏から登板したものの、ホンダ熊本からの補強選手だった草野大輔に決め球のフォークボールをとらえられて2ランホームランを浴びるなどでリリーフに失敗、逆転サヨナラ負けを喫して敗戦投手となった。これ以降の西川はそれまでとは別人のように精彩を欠いたピッチングを繰り返すようになり、2007年シーズン終了後、在籍わずか3年で三菱重工神戸を退社した。

### 愛媛時代
2008年シーズンは復活を期して、3月20日付けで四国・九州アイランドリーグの愛媛マンダリンパイレーツに入団。課題のコントロールは改善されて球速もMAX151km/hにアップした。この年42試合に登板し、3勝0敗13S、防御率1.38の成績を残すと、10月30日のプロ野球ドラフト会議でオリックス・バファローズから5位で指名され、入団した。

### オリックス時代
2009年8月22日に初めて1軍登録され、8月26日の対日本ハム戦に、2番手としてプロ初登板。以後、中継ぎ投手として一軍で年数試合に投げるものの、目立った成績を残せなかった。2012年9月13日の対西武戦では、中島裕之にあわや危険球の投球をした際、中島が詰めより、西川も激昂し口論になり、乱闘寸前の騒ぎをおこした(中島とは後に和解)。それから約1ヶ月後の10月4日に球団から戦力外通告を受け、同年12月24日にかつて所属していた愛媛に入団する事が発表された。

### 愛媛復帰と現役引退
愛媛に復帰した2013年は主に抑えとして39試合に登板し、リーグ2位となる19セーブを記録した。その年のオフ12球団合同トライアウトを受験するも獲得球団は現れず現役を引退した。

### 現役引退後
2016年の学生野球資格回復研修を受講した上で、翌2017年2月7日に日本学生野球協会より学生野球資格回復の適性認定を受けたことにより、学生野球選手への指導が可能となった。

## プレースタイル
最速151km/hの速球に加え、鋭く落ちるフォークボールとスライダーを投げる。

## 詳細情報

### 年度別投手成績
| 年 度     | 球 団      | 登 板 | 先 発 | 完 投 | 完 封 | 無 四 球 | 勝 利 | 敗 戦 | セ 丨 ブ | ホ 丨 ル ド | 勝 率 | 打 者 | 投 球 回 | 被 安 打 | 被 本 塁 打 | 与 四 球 | 敬 遠 | 与 死 球 | 奪 三 振 | 暴 投 | ボ 丨 ク | 失 点 | 自 責 点 | 防 御 率 | W H I P |
| --------- | ---------- | ----- | ----- | ----- | ----- | -------- | ----- | ----- | -------- | ----------- | ----- | ----- | -------- | -------- | ----------- | -------- | ----- | -------- | -------- | ----- | -------- | ----- | -------- | -------- | ------- |
| 2009      | オリックス | 5     | 0     | 0     | 0     | 0        | 0     | 1     | 0        | 0           | .000  | 32    | 7.0      | 8        | 1           | 3        | 0     | 0        | 4        | 0     | 0        | 5     | 5        | 6.43     | 1.57    |
| 2010      | オリックス | 4     | 0     | 0     | 0     | 0        | 0     | 0     | 0        | 0           | ----  | 25    | 6.0      | 5        | 0           | 2        | 0     | 0        | 1        | 0     | 0        | 1     | 1        | 1.50     | 1.17    |
| 2011      | オリックス | 3     | 0     | 0     | 0     | 0        | 0     | 0     | 0        | 0           | ----  | 18    | 3.0      | 7        | 0           | 2        | 0     | 1        | 4        | 0     | 0        | 4     | 4        | 12.00    | 3.00    |
| 2012      | オリックス | 2     | 0     | 0     | 0     | 0        | 0     | 0     | 0        | 0           | ----  | 11    | 1.1      | 4        | 0           | 1        | 0     | 1        | 0        | 1     | 0        | 4     | 3        | 20.25    | 3.75    |
| 通算：4年 | 通算：4年  | 14    | 0     | 0     | 0     | 0        | 0     | 1     | 0        | 0           | .000  | 86    | 17.1     | 24       | 1           | 8        | 0     | 2        | 9        | 1     | 0        | 14    | 13       | 6.75     | 1.85    |

### 記録
NPB
- 初登板：2009年8月26日、対北海道日本ハムファイターズ16回戦（スカイマークスタジアム）、7回表に2番手で救援登板、2回無失点
- 初奪三振：同上、7回表に小谷野栄一から空振り三振

### 独立リーグでの投手成績
| 年 度     | 球 団     | 登 板 | 完 封 | 勝 数 | 敗 数 | セ ｜ ブ | 勝 率 | 投 球 回 | 奪 三 振 | 防 御 率 | 三 振 率 |
| --------- | --------- | ----- | ----- | ----- | ----- | -------- | ----- | -------- | -------- | -------- | -------- |
| 2008      | 愛媛      | 42    | 0     | 3     | 0     | 13       | 1.000 | 52.1     | 69       | 1.38     | 11.87    |
| 2013      | 愛媛      | 39    | 0     | 0     | 0     | 19       | 0.000 | 42.1     | 51       | 0.64     | 10.84    |
| 通算：2年 | 通算：2年 | 81    | 0     | 3     | 0     | 32       | 1.000 | 94.2     | 120      | --       | 11.41    |

### 背番号
- 34 （2008年）
- 64 （2009年 - 2012年）
- 11 （2013年）